# Eurydice littoralis
Eurydice littoralis is een pissebed uit de familie Cirolanidae. De wetenschappelijke naam van de soort is voor het eerst geldig gepubliceerd in 1901 door Moore.